# Peter K.A. Jensen
Peter Kjestrup Axel Jensen (født 28. januar 1951 i Vandel) er læge og en populærvidenskabelig forfatter.
Han har skrevet flere bøger om menneskets oprindelse og udvikling,
blandt andre "Da mennesket blev menneske" fra 2004.
Peter K.A. Jensen er født i Vandel mellem Vejle og Grindsted.
Han tog studentereksamen fra Grindsted Gymnasium og blev uddannet læge fra Aarhus Universitet i 1978.
Han er speciallæge i klinisk genetik og overlæge på Klinisk Genetisk Afdeling, Århus Universitetshospital, Skejby.
Den 9. november 2006 blev han tildelt en delt Forfatterforenings Faglitterære Pris for 2006 på 15.000 kr, og i november 2007 uddelte Aarhus Universitetsforlag 38.000 gaveeksemplarer af bogen Mennesket – den genetiske arv til landets lærere og afgangselever i det almene gymnasium, på htx, hf og studenterkurser. Gaven var sponsoreret af Tuborgfondet og Politikenfonden samt Det Sundhedsvidenskabelige Fakultet og Det Naturvidenskabelige Fakultet ved Aarhus Universitet.

### Bøger
- Mennesket – den genetiske arv, Aarhus Universitetsforlag (2006)
- Menneskets oprindelse og udvikling, Gyldendal, flere udgaver, seneste 3. udgave er fra 2005. ISBN 87-02-04173-1.
- Da mennesket blev menneske, Gyldendal, 2004. Tredje udgave er fra 2012.
- Kromosomafvigelser hos mennesket, Gads Forlag, 1998. ISBN 87-12-03240-9. 2. ugave er fra 2011.
- Medicinsk Genetik, FADL's Forlag, 2012. Anden udgave. Lærebog i genetik for medicinstuderende i Danmark. Er redaktør sammen med lektor emeritus Søren Nørby.

### Udvalgte populærvidenskabelige artikler
- "Neandertalerne – istidens hårdføre menneske-art", Aktuel Naturvidenskab, 2006, nummer 6, december, 2006.
- "Dværgmennesket fra Flores – the Lost World", Aktuel Naturvidenskab, 2006, nummer 2, april. Om Floresmennesket.
- "Myten om Syndfloden", Aktuel Naturvidenskab, nummer 4, 2005 september. Om Sortehavsteorien for Syndfloden.
- "Når man rækker genetikeren en lillefinger", Aktuel Naturvidenskab, nummer 4, september 2012.